# جمهوری گراف-رینت
جمهوری گراف-رینت (به انگلیسی: Republic of Graaff-Reinet) از سال ۱۷۹۵ تا ۱۷۹۶ یک جمهوری خودخوانده  بود که در شهر گراف رینت و اطراف آن در آفریقای جنوبی امروزی وجود داشت.  این نام به افتخار کورنلیس ژاکوب ون دو گراف و همسرش کورنلیا رینت گرفته شد.
1. ↑  Giliomee, H. (November 1974). "Democracy and the Frontier A Comparative Study of Bacon's Rebellion (1676) and the Graaff-Reinet Rebellion (1795–1796)". South African Historical Journal (به انگلیسی). 6 (1): 30–51. doi:10.1080/02582477408671502. ISSN 0258-2473.